# Montaña Alavesa
Die Comarca Montaña Alavesa ist eine der sieben Comarcas in der Provinz Álava.
Die im Osten der Provinz gelegene Comarca umfasst 6 Gemeinden auf einer Fläche von 530,32 km².

## Gemeinden
| Gemeinde                | Einwohner (2024) | Fläche km² | Dichte Einw./km² | Cod INE | Postleitzahl |
| ----------------------- | ---------------- | ---------- | ---------------- | ------- | ------------ |
| Arraia-Maeztu           | 822              | 123,11     | 7                | 01037   | 01120        |
| Bernedo                 | 546              | 130,44     | 4                | 01016   | 01118        |
| Campezo/Kanpezu         | 1.085            | 85,36      | 13               | 01017   | 01110        |
| Harana/Valle de Arana   | 214              | 39,12      | 5                | 01056   | 01117        |
| Lagrán                  | 170              | 45,62      | 4                | 01030   | 01118        |
| Peñacerrada-Urizaharra  | 302              | 57,06      | 5                | 01044   | 01212        |
| Comarca Montaña Alavesa | 3.139            | 530,32     | 6                | –       | –            |

Zur Comarca gehören noch die drei im Nordosten liegenden gemeindefreien Gebiete Parzonería de Encía mit einer Fläche von 32,80 km², Parzonería de Iturrieta mit einer Fläche von 10,71 km² und Parzonería de Entzia-Arriba mit einer Fläche von 6,10 km².